# Lista de unidades federativas do Brasil por participação no PIB
| Posição | Unidade federativa  | PIB em % de participação (2011) | PIB em % de participação (2012) | PIB em % de participação (2013) |
| ------- | ------------------- | ------------------------------- | ------------------------------- | ------------------------------- |
| 1       | São Paulo           | 32,6%                           | 32,1%                           | 31,9%                           |
| 2       | Rio de Janeiro      | 11,2%                           | 11,5%                           | 11,5%                           |
| 3       | Minas Gerais        | 9,3%                            | 9,2%                            | 9,2%                            |
| 4       | Rio Grande do Sul   | 6,4%                            | 6,3%                            | 6,2%                            |
| 5       | Paraná              | 5,8%                            | 5,8%                            | 5,9%                            |
| 6       | Santa Catarina      | 4,1%                            | 4,0%                            | 4,0%                            |
| 7       | Distrito Federal    | 4,0%                            | 3,9 %                           | 3,9%                            |
| 8       | Bahia               | 3,9%                            | 3,8%                            | 3,8%                            |
| 9       | Goiás               | 2,7%                            | 2,8%                            | 2,8%                            |
| 10      | Pernambuco          | 2,6%                            | 2,7%                            | 2,7%                            |
| 11      | Ceará               | 2,1%                            | 2,4%                            | 2,6%                            |
| 12      | Espírito Santo      | 2,4%                            | 2,3%                            | 2,5%                            |
| 13      | Pará                | 2,1%                            | 2,1%                            | 2,1%                            |
| 14      | Amazonas            | 1,6%                            | 1,5%                            | 1,7%                            |
| 15      | Mato Grosso         | 1,6%                            | 1,7%                            | 1,8%                            |
| 16      | Maranhão            | 1,3%                            | 1,3%                            | 1,3%                            |
| 17      | Rio Grande do Norte | 0,9%                            | 0,9%                            | 1,2%                            |
| 18      | Mato Grosso do Sul  | 1,2%                            | 1,2%                            | 1,1%                            |
| 19      | Paraíba             | 0,9%                            | 0,9%                            | 0,9%                            |
| 20      | Alagoas             | 0,7%                            | 0,7%                            | 0,7%                            |
| 21      | Rondônia            | 0,7%                            | 0,7%                            | 0,7%                            |
| 22      | Sergipe             | 0,6%                            | 0,6%                            | 0,6%                            |
| 23      | Piauí               | 0,6%                            | 0,6%                            | 0,6%                            |
| 24      | Tocantins           | 0,4%                            | 0,4%                            | 0,4%                            |
| 25      | Amapá               | 0,2%                            | 0,2%                            | 0,2%                            |
| 26      | Acre                | 0,2%                            | 0,2%                            | 0,2%                            |
| 27      | Roraima             | 0,2%                            | 0,2%                            | 0,2%                            |